# Racławicka (stacja metra)
Racławicka – stacja linii M1 metra w Warszawie zlokalizowana w pobliżu ulic: Racławickiej, Wiktorskiej i al. Niepodległości.

## Opis stacji
Nazwa stacji została nadana uchwałą Rady Narodowej m.st. Warszawy 16 grudnia 1983. Jej budowa rozpoczęła się w 1986. 
Stacja jednokondygnacyjna, łukowa, bez słupów, utrzymana w kolorach szarości z czerwonymi akcentami na bocznych ścianach. Peron-wyspa ma szerokość 10 m i długość 120 m. Boczne ściany były dawniej podświetlane zza tablic z nazwą stacji. Na powierzchnię prowadzą schody oraz winda dla niepełnosprawnych od ul. Racławickiej. Na terenie stacji znajdują się niewielkie punkty handlowe i bankomaty.